# یاغی (فیلم ۱۹۴۳)
یاغی (به انگلیسی: Outlaw) فیلمی وسترن با کارگردانی هاوارد هیوز است که در سال ۱۹۴۳ ساخته شد.
جین راسل٬ والتر هوستون و جک بوتل در این فیلم بازی می‌کردند. یاغی نخستین فیلم جین راسل بود و شهرت او با همین فیلم آغاز شد. جین راسل در سال ۱۹۴۳ با بازی در فیلم وسترن یاغی به سوژه داغ رسانه‌های جمعی بدل شد. مقامات وقتِ ادارهٔ سانسور ایالات متحده، فیلم را اثری «غیراخلاقی» تشخیص دادند، و این همه به خاطر پستان‌های برجستهٔ جین راسل بود.
فیلم یاغی تنها چند سال بعد به طور رسمی به روی اکران عمومی رفت.
هاوارد هاکس در کارگردانی این فیلم به هیوز کمک کرد.داستان فیلم در باره بخشی از زندگی بیلی د کید است.